# Dorcadion songaricum
Dorcadion songaricum är en skalbaggsart som beskrevs av Ludwig Ganglbauer 1884. Dorcadion songaricum ingår i släktet Dorcadion och familjen långhorningar.
Artens utbredningsområde är Kazakstan. Inga underarter finns listade i Catalogue of Life.